# Ladislav Volešák

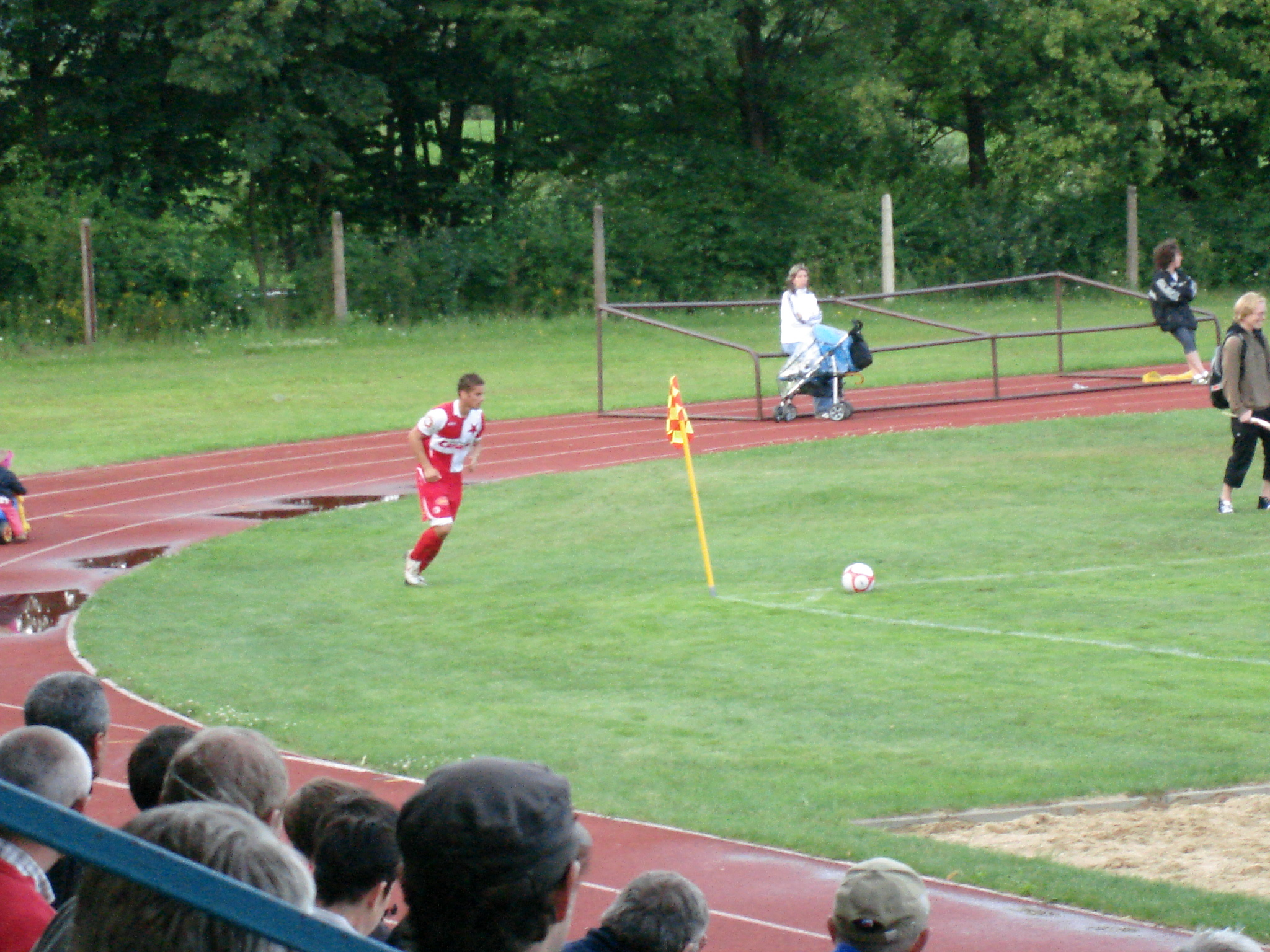
V Nové Včelnici (2009)

Ladislav Volešák (* 7. dubna 1984, Hradištko) je český fotbalový záložník. V současnosti je hráčem klubu TJ Slovan Hradištko. Proslavila ho především jeho kopací technika.

## Klubová kariéra
Ladislav Volešák je rodákem z obce Hradištko u Prahy a odchovancem Sparty Praha. V červenci 2004 byl zařazen do prvního mužstva Sparty. Vzápětí ho klub pustil na hostování do Mladé Boleslavi, odkud se v lednu 2005 vrátil a poté nastupoval jen za B-tým. Od léta 2006 byl na hostování v Českých Budějovicích, do Sparty se vrátil v zimě 2006. V Českých Budějovicích však o něho i nadále měli zájem, a tak zde zůstává na hostování do léta 2007. V létě jeho hostování skončilo a Sparta ho uvolnila do konkurenční Slavie. Tam se uvedl skvěle, když v prvním ligovém zápase v dresu Slavie vstřelil vítěznou branku Kladnu. V sezoně 2007/08 získal se Slavií mistrovský titul. Následující sezonu ho z většiny zápasů vyřadila zákeřná Crohnova choroba a Volešák se na hřiště vrátil až v dubnu 2009. Následující měsíc už mohl se Slavií slavit další mistrovský titul. Na jaře 2010 odešel na půlroční hostování do Českých Budějovic a v létě pak na přestup do 1. FC Slovácko. Disciplinární komise potrestala Ladislava Volešáka pokutou 30 000 Kč za nafilmování faulu v ligovém zápase na jaře 2012. Ve Slovácku působil až do konce roku 2013 (smlouva mu končila v létě 2014).
V lednu 2014 se dohodl na přestupu s klubem 1. FK Příbram. V červenci 2014 odešel na hostování do důvěrně známého prostředí, do Dynama Č. Budějovice, které si vybojovalo po roce postup do 1. české ligy.
Jarní polovinu sezony 2015/2016 odehrál za v té době druholigový Slavoj Vyšehrad, ale sestup zpět do ČFL neodvrátil. Za Vyšehrad nastupoval i po sestupu a na začátku roku 2017 do něj definitivně přestoupil. Byl sice klíčovým hráčem klubu, ale do sezony 2017/18 nastoupil za Štěchovice, které jsou nedaleko jeho rodné obce.

## Reprezentační kariéra

### Mládežnické výběry
Ladislav Volešák prošel většinou českých mládežnických reprezentací. V roce 2002 se účastnil Mistrovství Evropy hráčů do 19 let (v Norsku).
Reprezentoval ČR na Mistrovství světa hráčů do 20 let 2003 ve Spojených arabských emirátech, kde český tým po remízách 1:1 s Austrálií a Brazílií a porážce 0:1 s Kanadou obsadil nepostupové čtvrté místo v základní skupině C.

### Reprezentační zápasy a góly
Zápasy Ladislava Volešáka české reprezentaci do 21 let 
| Rok    | Zápasy | Góly |
| ------ | ------ | ---- |
| 2004   | 3      | 1    |
| 2006   | 1      | 0    |
| 2007   | 4      | 2    |
| Celkem | 8      | 3    |

Góly Ladislava Volešáka v české reprezentaci do 21 let 
| Gól | Datum       | Stadion               | Soupeř    | Skóre (min.) | Výsledek | Soutěž          |
| --- | ----------- | --------------------- | --------- | ------------ | -------- | --------------- |
| 010 | 25. 6. 2004 | Kyjev, Ukrajina       | Ukrajina  | 00:10 (15.)  | 3:1      | přátelský zápas |
| 02  | 06. 2. 2007 | Alcanena, Portugalsko | Slovinsko | 01:00 (54.)  | 2:0      | přátelský zápas |
| 03  | 06. 2. 2007 | Alcanena, Portugalsko | Slovinsko | 02:00 (69.)  | 2:0      | přátelský zápas |